# 白以坦
白以坦（1923年—1994年），男，回族，直隶（河北）沧县人，中华人民共和国政治人物。曾任人民出版社副编审。新中国60年百名优秀出版人物。